# Ủy ban Liên lạc Văn hóa Đối ngoại Triều Tiên
Ủy ban Liên lạc Văn hóa Đối ngoại Triều Tiên (CCRFC; tiếng Hàn: 대외문화련락위원회) là tổ chức của Cộng hòa Dân chủ Nhân dân Triều Tiên có nhiệm vụ tổ chức giao lưu văn hóa với các quốc gia khác.
Ủy ban này được thành lập khi nhà nước Bắc Triều Tiên vừa mới hình thành. Nó được mô phỏng theo mô hình tương đương của Liên Xô là Hiệp hội toàn Liên bang về Quan hệ Văn hóa với Nước ngoài. Ban đầu, tổ chức này tìm cách tạo thiện chí đối với Bắc Triều Tiên ở nước ngoài, nhưng sau nạn đói ở Bắc Triều Tiên thì nó chỉ tập trung vào việc thu thập tài nguyên. Tổ chức này tìm kiếm ngoại tệ mạnh từ du lịch, ngoại giao văn hóa và đầu tư trực tiếp nước ngoài.
Ủy ban này góp phần hỗ trợ Hiệp hội Hữu nghị Triều Tiên và các hội hữu nghị khác. Đội ngũ nhân viên của ủy ban có cuộc sống tương đối quốc tế với quyền đi lại, tiếp xúc với mọi người và hàng hóa nước ngoài. Đội ngũ nhân viên của ủy ban này bao gồm những quan chức cấp cao trong Đảng Lao động Triều Tiên cầm quyền và bộ máy an ninh nhà nước. Họ chuyên sắp xếp các thỏa thuận kinh doanh với người nước ngoài để trốn tránh những hạn chế thương mại quốc tế và nhận được một phần doanh thu. Mặc dù những thỏa thuận này có thành công hạn chế, nhưng ủy ban vẫn có sức ảnh hưởng như một điểm liên lạc cho cánh nhà báo và du khách nước ngoài khác, mà người hướng dẫn có thể là đại diện của ủy ban này. Hoạt động của ủy ban tỏ ra chồng chéo và ở một mức độ nào đó cạnh tranh với các hoạt động của Bộ Ngoại giao.
Chủ tịch hiện tại là Kim Jong-suk và phó chủ tịch So Ho-won. Trụ sở chính của ủy ban này đặt tại Bình Nhưỡng.